# Pic du Piméné

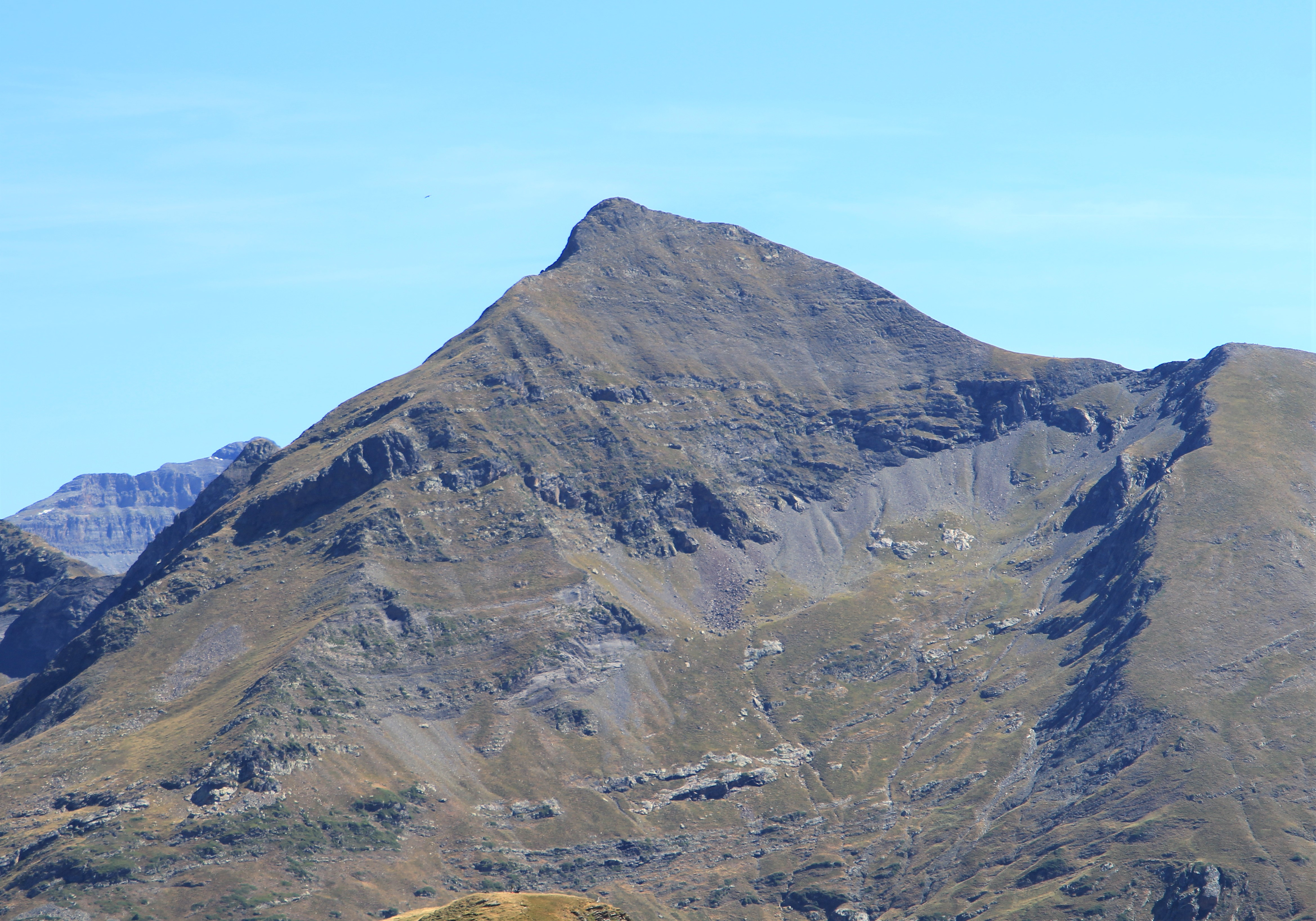
Vue depuis le pic de Tentes.

Le pic du Piméné est un sommet des Pyrénées françaises, dans le département des Hautes-Pyrénées en région Occitanie. Il culmine à 2 801 mètres d'altitude.

## Géographie

### Topographie
Il se situe sur la crête à l'est du cirque de Gavarnie. Il offre un panorama sur le massif du Mont-Perdu et surplombe la commune de Gavarnie-Gèdre d'un côté, le cirque d'Estaubé de l'autre, à l'entrée duquel se trouve le lac des Gloriettes.

## Histoire
La première ascension relatée est celle de Henri Reboul en 1877 à l'occasion d'une mission géographique. Dans les années 1870, Franz Schrader, géographe, alpiniste, cartographe mais aussi peintre paysager y monta pour réaliser un panorama du cirque de Gavarnie.

## Voies d'accès
Deux itinéraires de randonnée sans difficulté sont possibles : soit depuis Gavarnie (1 400 mètres de dénivelé), en passant par le plateau du Pailla et à proximité du refuge des Espuguettes, soit depuis le lac des Gloriettes (1 100 mètres de dénivelé). Seule l'arête finale nécessite un peu d'attention.